# Marguerite De Backer
Pour les articles homonymes, voir De Backer.
Marguerite De Backer, qui signa ses premières œuvres sous son nom de jeune fille Marguerite Smekens, née à Bruxelles le 9 mai 1882, et morte à Ixelles en 1968, est une artiste peintre néo-impressionniste de paysages, de marines et de natures mortes.

## Biographie
Marguerite De Backer se forma auprès des maîtres de l'Académie royale des beaux-arts de Bruxelles où elle suivi les cours de peinture, de dessin et de gravure.
Elle se fit connaître surtout comme peintre de fleurs et de scènes marines bordant des paysages portuaires.